# Гвоздена пета
„Гвоздена пета” (енгл. The Iron Heel) роман је америчког писца Џека Лондона објављен је 1908. године и сматра се једним од првих антиутопијских романа. У њему се износи визија света у којем шачица богатих корпоративних титана – „олигарха“ – имају масе под контролом „политиком награде и казне“. Ова алтернативна историја, која временски обухвата период од 1912. до 2600. године, све време вас држи у убеђењу да су се догађаји, смештени у прошлост радње романа, заиста и догодили. Ова књига је оштра критика капиталистичког друштва и свих његових пора. Као таква, бори се за права радничке класе.
Роман се састоји из два приповедна нивоа. Први ниво је дневник супруге једног од зачетника, главног вође отпора и борца за радничка права. Дневник обухвата време владавине окрутне олигархије између 1912. и 1932. године, док је други део романа, писан у виду фуснота од стране жене која живи вековима касније и која је дошла у посед дневника.
Почетак књиге је написан као идеолошко-филозофска расправа из које се касније рађа револуција, а затим и сурови рат светских размера.